# 크리스토퍼 렌

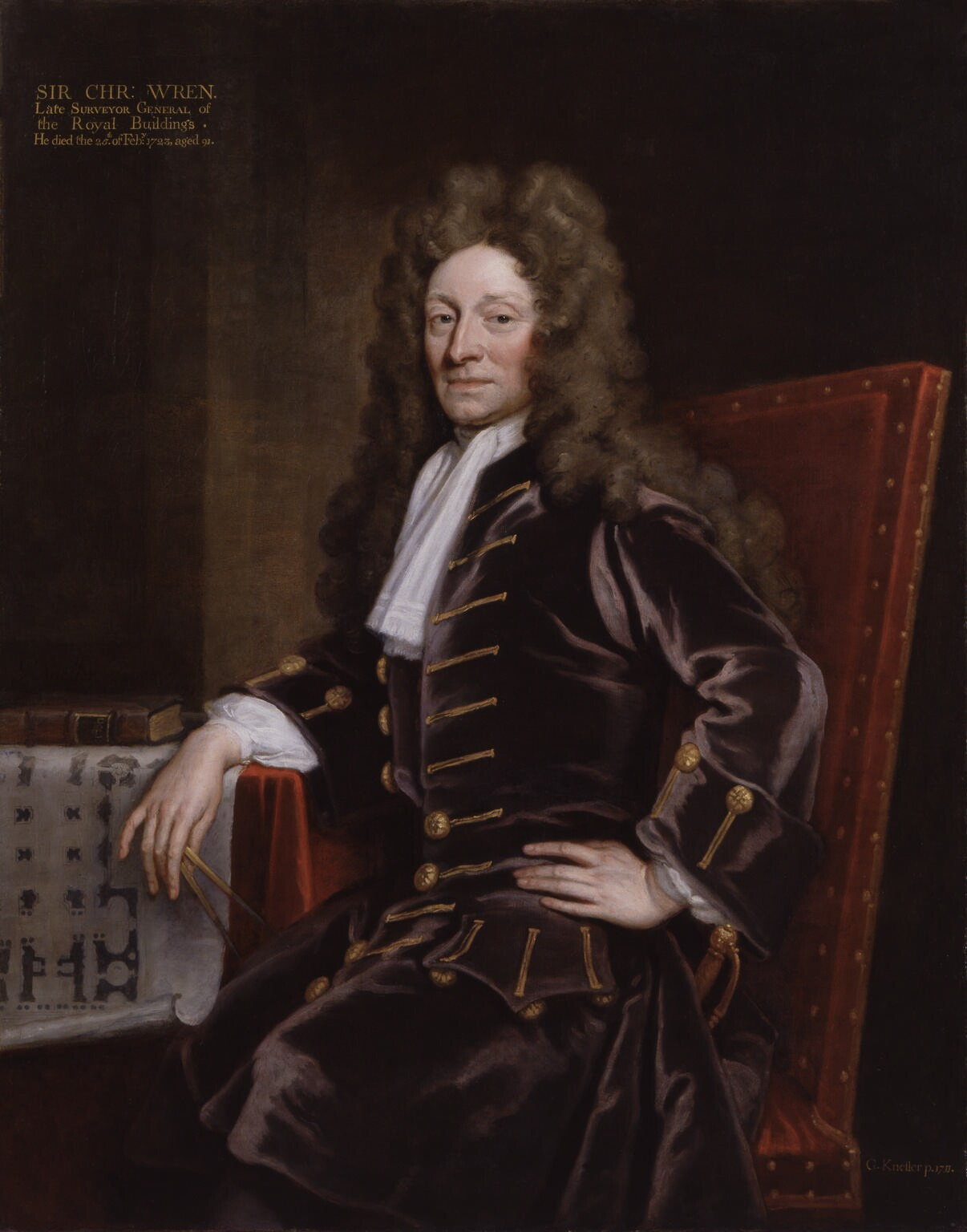
크리스토퍼 렌의 초상화
(1711년 고드프리 넬러 그림)

크리스토퍼 렌 경(Sir Cristopher Wren, PRS, 1632년 10월 20일 ~ 1723년 2월 25일)은 영국의 건축가이자 천문학자이다. 그는 영국 르네상스 건축의 지도자로, 그의 고전주의를 기조로 하여 교묘한 독창적 수법을 섞은 작품은 영국 건축의 규범이 되었다. 그는 런던에 있는 53개의 교회들을 설계했는데, 그 중에는 세인트 폴 대성당도 포함되어 있다.

## 서훈
- 1673년 기사작위(Knight Bachelor) 서임